# Camp d’Esports de Lleida
Camp d’Esports de Lleida – stadion piłkarski w Lleidzie, w Hiszpanii. Został otwarty 1 stycznia 1919 roku. Może pomieścić 13 500 widzów. Swoje spotkania rozgrywają na nim piłkarze klubu Lleida Esportiu.
Budowa stadionu rozpoczęła się w 1918 roku, a oficjalne otwarcie miało miejsce 1 stycznia 1919 roku. Czyni go to najstarszym do tej pory funkcjonującym stadionem piłkarskim w Katalonii i trzecim najstarszym w Hiszpanii (po El Molinón w Gijónie i El Rubial w Águilas). Początkowo na obiekcie swoje spotkania rozgrywali piłkarze klubu FC Joventut, następnie szereg innych lokalnych klubów. Od 1947 roku gospodarzem stadionu był UE Lleida, klub powstały w wyniku fuzji Lérida Balompié i CD Leridano. Zespół ten w sezonach 1950/1951 oraz 1993/1994 występował w Primera División. Po bankructwie tego klubu w 2011 roku powstała nowa drużyna, Lleida Esportiu, która rozgrywa swoje spotkania na Camp d’Esports de Lleida. Stadion przez lata przechodził szereg modernizacji, największą w latach 1993–1994, po awansie UE Lleida do Primera División. Od 1963 roku obiekt wyposażony jest w sztuczne oświetlenie. 1 września 2001 roku na tym stadionie swoje spotkanie el. do MŚ 2002 rozegrała reprezentacja Andory, przegrywając z Portugalią 1:7.